# Fekete kapitány
Fekete kapitány è un film muto del 1920 diretto da Pál Fejös, qui alla sua seconda regia. La storia, ambientata a New York, ha come soggetto i poliziotti corrotti.

## Distribuzione
Uscì nelle sale nel 1920, conosciuto anche con il titolo internazionale inglese The Black Captain, traduzione letterale dell'originale Fekete kapitány.